# Đorđe Božović
Đorđe "Giška" Božović (srp. Ђорђе Божовић Гишка), Peć, 16.  rujna 1955. – Gospić 15. rujna 1991) bio je srpski kriminalac i osnivač i zapovjednik srpske paravojne formacije Srpska garda koja je djelovala u Hrvatskoj tijekom Domovinskog rata.

## Životopis
Božović je rođen 16. rujna 1955. u Peć, od oca Gavre Božovića iz plemena Kuči i majke Milene. Otac je bio umiješan u kriminalne aktivnosti i poslije ubojstva jednog Nijemca u Kölnu, mijenjaju obiteljsko prezime u Božović te otišao za SAD. Zajedno sa svojom majkom i mlađom sestrom Slavicom, Đorđe je živio u Inđiji do 1964. kad se obitelj seli u Beograd.
Po dolasku u Voždovac, upoznaje Branislava "Belog" Matića s kojim postaje prijatelj i s kojim zajedno trenira boks u boksačkom klubu Radnički. Uskoro započinju i ulične borbe i prvi sukobi s policijom kada dobiva nadimak Giška. S napunjenih 13 ilegalno prelazi granicu prema Italiji samo da bi pokazao da to može. Postaje prijatelj s Borisom Petkovim i Rankom Rubežićem i s njima i Belim, predstavlja okosnicu voždovačke kriminalne grupe.

## Kriminalna karijera
Giška je imao dobre veze sa srpskom (bio je prijatelj s Ljubom Zemuncem) i crnogorskom mafijom i još kao vrlo mlad postaje jedan od vođa u kriminalnom miljeu. Njegove veze s drugim poznatim članovima beogradskog podzemlja znale su biti prijateljskog karaktera ali i neprijateljskog, nekad sa smrtnim posljedicama. 
Kasnih 1980-ih Giška je zajedno s kriminalcem Željkom Ražnatovićem "Arkanom" i slikarom Draganom Maleševićem "Tapijem", upravljao noćnim klubom Amadeus na Tašmajdanu. Prema Boži Spasiću, koji je radio za državnu sigurnost, Arkanu i Giški je bilo dozvoljeno upravljanje klubom od strane UDBE u zamjenu za usluge koje su ova dvojica tijekom godina napravili za UDBU. Ipak poslije otkrića da se klub bavio i nezakonitim radnjama, UDBA ga zatvara.

## Srpska garda
Božović je osnovao paravojnu formaciju Srpsku gardu zajedno s vođom Srpskog pokreta obnove (SPO) Vuk Drašković, njegovom suprugom Danicom Drašković i Branislavom "Belim" Matićem.
Ova paravojna jedinica je vojnu obuku stjecala u logoru koji je bio smješten kod Borskog jezera, nedaleko grada Bora u Srbiji. Kasnije je ova formacija učestvovala u borbama u Hrvatskoj, nedaleko Gospića. Dijelovi ove formacije učestvovali su također i u ratu u Bosni i Hercegovini. Božović je bio prvi zapovjednik ove formacije i poginuo je nedaleko Gospića. Neke osobe su tvrdile da je poginuo od posljedica "prijateljske vatre" koju je naredio Zdravko Tolimir ili "vlada" Republike Srpske Krajine. Glavni sponzor ove formacije Branislav Matić ubijen je u kolovozu 1991. u Beogradu.